# Boland Flour Mills Dublin
Die Boland Flour Mills (Denkmalnummer: 7377) ist ein denkmalgeschütztes Gebäude in Dublin.
Es wurde in den 1830er Jahren erbaut und befindet sich in der Ringsend Road in den Dublin Docklands. Das Gebäude wurde ursprünglich als Getreidemühle genutzt und ist seit Ende 2015 Teil eines umfangreichen Revitalisierungsprojektes.

## Geschichte
Die Boland-Getreidemühle mit doppeltem Giebeldach wurde von der Familie Boland in Auftrag gegeben. Der sechsstöckige, im viktorianischen Stil erbaute helle Backsteinbau umfasst 250 hölzerne Fenster. Zwischen 1870 und 1880 wurde die Boland-Getreidemühle um ein zweistöckiges Bürogebäude, welches sich an der Kreuzung von Barrow Street und Ringsend Road befindet, ergänzt. Zu dem Komplex gehören unter anderem das südlich angrenzende ebenfalls sechsstöckige und aus hellem Backstein gebaute Lagerhaus sowie die beiden daran angrenzenden zweistöckigen Boland’s Ltd. Lagerhäuser. Diese drei ebenfalls denkmalgeschützten Gebäude befinden sich auf der Barrow Street und wurden circa in den 1870er Jahren gebaut. In den 1940er Jahren wurden drei Silos zur Aufbewahrung des Getreides und Mehls um die Boland-Getreidemühle errichtet. Diese Silos stehen jedoch nicht unter Denkmalschutz. Mehrere Generationen arbeiteten in der Boland Getreidemühle bis zum Jahr 2001 in dem der Betrieb eingestellt wurde. Sie spielte eine wichtige Rolle im sozialen sowie auch im industriellen Leben in den Docklands. Fälschlicherweise wird oft die Boland Getreidemühle als  De Valeras Hauptquartier während des Osteraufstands im Jahr 1916 angegeben, jedoch befand sich das Hauptquartier
in der Boland-Bäckerei, welche sich am Ende des Gand Canal Docks in der Grand Canal Street Upper befand. Die Bäckerei wurde abgerissen. Das Finanzministerium beauftragte den Architekten Henry J. Lyons im Jahr 1990 mit Errichtung eines neuen Gebäudes. Nur eine, die Mauer des Finanzgebäudes hinaufkletternde, aus Bronze gefertigte Statue erinnert an der Besetzung De Valeras. Die von Rowan Gillespie entworfene Statue wird symbolisch „Aspiration“ genannt, was übersetzt „das Bestreben“ bedeutet.

## Revitalisierung
Der 15-jährige Leerstand der Boland Getreidemühle hat Spuren von Baufälligkeit hinterlassen, welche sich in Vandalismus, verrutschten Schiefertafeln, zerstörten Fenster, Pflanzenbewuchs und in einbruchsgefährdeten Decken widerspiegelt. Es werden große Schwierigkeiten bei der Erhaltung des Komplexes erwartet. Dennoch wird die am Ufer des Grand Canal Docks gelegene Gebäudefront, worunter sich auch die Bauten der Boland Mühle befinden, in einen 170 Millionen Euro teuren Projekts zum Boland Quay umgebaut. Die Bauarbeiten wurden Ende 2015 aufgenommen und sollen bis zum Jahr 2018 fertiggestellt werden. Gestaltet wird dieses Projekt von den Architekten Burke-Kennedy Doyle (BKD Architects). Neben der Restaurierung der denkmalgeschützten Gebäude entlang der Barrow Street, werden die drei Silos aus den 1940er Jahren abgerissen. Anstelle der Silos sollen künftig zwei Bürogebäude (13- und 14-stöckig) und ein Wohngebäude (15-stöckig) neben der ehemaligen Mühle und Lagerhäusern empor steigen. Die sechsstöckige Boland Getreidemühle wird zu einem Bürogebäude mit zusätzlichem Café und Restaurant im Erdgeschoss umgebaut. Das an die Boland Getreidemühle südlich des Ufers angrenzende ebenfalls sechsstöckige im viktorianischen Stil gebaute Lagerhaus aus hellem Backstein, wird zu einem Wohngebäude mit Café und Restaurantnutzung im Erdgeschoss umgebaut. Aufgrund des Denkmalschutzes wird der Komplex jedoch seinen alten Charme behalten.